# Myotis bartelsi
Myotis bartelsi (Jentink, 1910) è un pipistrello della famiglia dei Vespertilionidi diffuso a Giava e Bali.

## Descrizione

### Dimensioni
Pipistrello di piccole dimensioni, con la lunghezza dell'avambraccio di 53,4 mm, la lunghezza della coda di 43 mm, la lunghezza del piede di 12 mm e la lunghezza delle orecchie di 20 mm.

### Aspetto
Le parti dorsali sono arancioni scure con la base dei peli nerastra e la punta più scura. Il muso è corto, appuntito e con le narici leggermente tubulari. Le orecchie sono relativamente corte, strette, arancioni con i bordi nerastri e con un incavo sul bordo posteriore appena sotto l'estremità appuntita. Il trago è lungo, affusolato e con il margine anteriore dritto. Le ali sono arancioni, con le membrane tra le dita nere e attaccate posteriormente alla base dell'alluce. I piedi sono piccoli e nerastri. La punta della lunga coda si estende leggermente oltre l'ampio uropatagio, il quale è arancione. Il calcar è sottile e privo di carenatura.

## Biologia

### Alimentazione
Si nutre di insetti.

## Distribuzione e habitat
Questa specie è diffusa sulle isole indonesiane di Giava e Bali.

## Conservazione
Questa specie è considerata dalla IUCN una sottospecie di M.formosus.